# Kožlí
Kožlí är en ort i Tjeckien.   Den ligger i regionen Vysočina, i den centrala delen av landet, 80 km sydost om huvudstaden Prag. Kožlí ligger 452 meter över havet och antalet invånare är 741.
Terrängen runt Kožlí är kuperad österut, men västerut är den platt. Runt Kožlí är det ganska tätbefolkat, med 83 invånare per kvadratkilometer. Närmaste större samhälle är Ledeč nad Sázavou, 3,3 km nordost om Kožlí. I omgivningarna runt Kožlí växer i huvudsak blandskog.